# Fort Le Boeuf
Pour les articles homonymes, voir Le Boeuf.
Le fort Le Boeuf est un fort construit par les Français en 1753 à l'époque de la Nouvelle-France, près de l'actuelle Waterford, au Nord-Ouest de la Pennsylvanie, à côté du lac LeBoeuf et de la rivière LeBoeuf. 

## Histoire
Le fort Le Boeuf fait partie d'une ligne de fortifications comprenant entre autres le fort de la Presqu'île, le fort Machault et le fort Duquesne, tous trois construits par Paul Marin de la Malgue. 
Le 11 décembre 1753, George Washington, alors âgé de 21 ans, se rend au fort Le Boeuf. Il apporte une lettre pour le gouverneur de la Nouvelle-France du gouverneur de la Virginie, Robert Dinwiddie, qui convoitait les terres des Canadiens dans la région de l'Ohio. Le commandant du fort Le Boeuf, Jacques Legardeur de Saint-Pierre accorde trois jours d'hospitalité au Virginien, puis lui remet une lettre à l'attention de Dinwiddie. Cette lettre ordonne au gouverneur de l'État de remettre sa demande au général à Québec.
Le fort fut pris par les Anglais en 1759 au cours de la guerre de Sept Ans. Il fut détruit le 18 juin 1763 par les Amérindiens lors de la rébellion de Pontiac.